# ケルケズ・ミロシュ
ケルケズ・ミロシュ（セルビア語: Милош Керкез, ハンガリー語: Kerkez Milos, 2003年11月7日 - ）は、セルビア (旧セルビア・モンテネグロ)・ヴルバス出身のプロサッカー選手。ハンガリー代表。プレミアリーグ・リヴァプールFC所属。ポジションはディフェンダー。

## 経歴

### クラブ
セルビアやオーストリアのラピード・ウィーン、ハンガリーなどのクラブを転々とし、2019年にジェールの下部組織に加入した。2020年8月23日、ネムゼティ・バイノクシャーグIIのドロギ戦にてトップチームデビューを果たすと、2020年にはクラブ最優秀若手選手に輝いた。
2021年2月1日、イタリアのミランに移籍し、U-19に登録されることになった。しかし、トップチームでの出番は無く、2021-22シーズンの途中でクラブを退団した。
2022年1月29日、エールディヴィジのAZに移籍し、3年半契約を結んだ。ここでもトップチームではなく、リザーブチームにあたるヨングAZでプレーし、半年後の2022-23シーズンからトップチーム登録となった。
2023年7月20日、イングランドのボーンマスに移籍した。
2025年6月26日、リヴァプールに移籍。5年契約で、移籍金は4,000万ポンドと報じられている。

### 代表
ハンガリーの各世代別代表を経て、2022年6月、A代表から初招集された。同年9月23日、UEFAネーションズリーグのドイツ代表戦にて、先発フル出場してハンガリー代表デビューを飾り、1-0での勝利に貢献した。
UEFA EURO 2024に選出

## 個人成績

### クラブ
| 国内大会個人成績 | 国内大会個人成績 | 国内大会個人成績 | 国内大会個人成績   | 国内大会個人成績 | 国内大会個人成績 | 国内大会個人成績 | 国内大会個人成績 | 国内大会個人成績 | 国内大会個人成績 | 国内大会個人成績 | 国内大会個人成績 |
| 年度             | クラブ           | 背番号           | リーグ             | リーグ戦         | リーグ戦         | リーグ杯         | リーグ杯         | オープン杯       | オープン杯       | 期間通算         | 期間通算         |
| 年度             | クラブ           | 背番号           | リーグ             | 出場             | 得点             | 出場             | 得点             | 出場             | 得点             | 出場             | 得点             |
| ハンガリー       | ハンガリー       | ハンガリー       | ハンガリー         | リーグ戦         | リーグ戦         | リーグ杯         | リーグ杯         | オープン杯       | オープン杯       | 期間通算         | 期間通算         |
| ---------------- | ---------------- | ---------------- | ------------------ | ---------------- | ---------------- | ---------------- | ---------------- | ---------------- | ---------------- | ---------------- | ---------------- |
| 2020-21          | ジェール         | 14               | バイノクシャーグII | 16               | 0                | -                | -                | 2                | 0                | 18               | 0                |
| オランダ         | オランダ         | オランダ         | オランダ           | リーグ戦         | リーグ戦         | リーグ杯         | リーグ杯         | KNVBカップ       | KNVBカップ       | 期間通算         | 期間通算         |
| 2021-22          | AZ               | 26               | エールディヴィジ   | 0                | 0                | -                | -                | 1                | 0                | 1                | 0                |
| 2022-23          | AZ               | 5                | エールディヴィジ   | 33               | 3                | -                | -                | 2                | 0                | 35               | 3                |
| イングランド     | イングランド     | イングランド     | イングランド       | リーグ戦         | リーグ戦         | FLカップ         | FLカップ         | FAカップ         | FAカップ         | 期間通算         | 期間通算         |
| 2023-24          | ボーンマス       | 3                | プレミアリーグ     | 28               | 0                | 3                | 0                | 2                | 0                | 33               | 0                |
| 2024-25          | ボーンマス       | 3                | プレミアリーグ     | 38               | 2                | 0                | 0                | 3                | 0                | 41               | 2                |
| 2025-26          | リヴァプール     | 6                | プレミアリーグ     |                  |                  |                  |                  |                  |                  |                  |                  |
| 通算             | ハンガリー       | ハンガリー       | バイノクシャーグII | 16               | 0                | -                | -                | 2                | 0                | 18               | 0                |
| 通算             | オランダ         | オランダ         | エールディヴィジ   | 33               | 3                | -                | -                | 3                | 0                | 36               | 3                |
| 通算             | イングランド     | イングランド     | プレミアリーグ     | 66               | 2                | 3                | 0                | 5                | 0                | 74               | 2                |
| 総通算           | 総通算           | 総通算           | 総通算             | 115              | 5                | 3                | 0                | 10               | 0                | 128              | 5                |

### 代表
| ハンガリー代表 | 国際Aマッチ | 国際Aマッチ |
| 年             | 出場        | 得点        |
| -------------- | ----------- | ----------- |
| 2022           | 4           | 0           |
| 2023           | 9           | 0           |
| 2024           | 8           | 0           |
| 2025           | 2           | 0           |
| 通算           | 23          | 0           |